# ميكائيل ميرو
ميكائيل ميرو (بالفرنسية: Mickaël Miro)‏ هو مغني ومغن مؤلف فرنسي، ولد في 8 نوفمبر 1978 في ليون في فرنسا.

## وصلات خارجية
- الموقع الرسمي
- ميكائيل ميرو على موقع ميوزك برينز (الإنجليزية)
- ميكائيل ميرو على موقع ديسكوغز (الإنجليزية)